# LaTasha Jenkins
LaTasha Jenkins, ameriška atletinja, * 19. december 1977, Chicago, ZDA.
Ni nastopila na poletnih olimpijskih igrah. Na svetovnih prvenstvih je v teku na 200 m osvojila srebrno medaljo leta 2001, kot tudi na svetovnih dvoranskih prvenstvih istega leta.